# Tábor Radost
Tábor Radost je interdiecézní křesťanský dětský letní tábor pořádaný na samotě Amerika u Klášterce nad Orlicí.

## Historie
Původně se jednalo o letní tábor pro ministranty z farnosti od kostela sv. Augustina v Brně, který se uskutečnil v roce 1960. Vedoucí tábora byl tehdy František Fráňa (Tišek). V roce 1968 byla pod hlavičkou Tatranský domov mládeže zakoupena rekreační chata v Orlických horách. V areálu kolem této chaty se konají tábory a další akce až do dnešní doby.
Tábor byl po celou dobu veden tajně v křesťanském duchu, oficiálně pod hlavičkou Pionýra. Ve vedení táborů byl kromě otce Tiška, který byl v roce 1968 tajně vysvěcen na kněze, také Martin Holík nebo Josef Suchár.
Po roce 1989 byl rozšířen počet běhů tábora a křesťanský styl již nemusel být skrýván. Byl upravován a vylepšován areál tábora, byl například vystavěn venkovní kamenný oltář pro bohoslužby pod širým nebem a postavena dřevěná sloupovitá zvonička se dvěma zvony. Chalupa v táboře byla adaptována tak, aby v místě bylo možno konat akce i mimo letní období (vnitřní ubytovací prostory, kaple pro bohoslužby v případě nepříznivého počasí a v zimním období).